# Matthieu Noël
Pour les articles homonymes, voir Noël (homonymie).
Matthieu Noël, né le 13 novembre 1982 à Genève (Suisse) est un journaliste, chroniqueur, animateur et producteur de radio français. 
Après avoir animé sur la station Europe 1 la pré-matinale durant la saison 2018-2019, il présente à la rentrée 2019 l'émission L'Équipée sauvage, en semaine. De 2020 à 2022, il coanime avec Stéphane Bern l'émission Historiquement vôtre. 
À la rentrée de septembre 2022, il arrive sur France Inter où il présente, du lundi au jeudi, une chronique humoristique dans la matinale de la station (Le Sept neuf). Dans le même temps, il est à la tête de l'émission Zoom Zoom Zen, du lundi au vendredi de 16 h à 17 h, puis de 16 h à 18 h, qui décortique chaque jour un sujet d'actualité avec des spécialistes, des chroniqueurs et des humoristes, sur un ton à la fois sérieux et décalé.

## Biographie

### Jeunesse et études
Matthieu Noël naît le 13 novembre 1982 à Genève, en Suisse,. Ses parents, tous les deux traducteurs, se rencontrent à l'Organisation des Nations unies,.
Son père lui fait découvrir San-Antonio, ainsi que le duo Antoine de Caunes-José Garcia qui intervient dans l'émission Nulle part ailleurs sur Canal+. Matthieu Noël définit de Caunes comme son modèle et cultive son goût pour l'écriture. Il passe son enfance en Suisse avant de partir pour Paris et d'entrer à l'Institut d'études politiques de Paris. Ses parents souhaitent qu'il fasse « une carrière classique » mais Matthieu ne désire pas suivre le chemin de ses aînés.
En fin d'études à Sciences Po, devant trouver un stage, il n'est pas très « enchanté » par ses contacts dans le milieu du cinéma ou de la production. Il trouve une annonce, par hasard sur le site internet de son établissement, de la maison de production de Marc-Olivier Fogiel pour faire des fiches de lecture.

### Carrière

#### Europe 1 (2005-2010)
Matthieu Noël devient stagiaire de Marc-Olivier Fogiel et propose à l'animateur de lui écrire ses interviews ; il est embauché lors du départ de Fogiel pour la radio RTL où celui-ci présente l'émission On pouvait pas le rater. Noël travaille également sur la chaîne M6 où Fogiel officie dans le même temps.
En 2008, Fogiel part sur Europe 1 pour présenter la matinale, Europe 1 Matin, emmenant avec lui Matthieu Noël qui officie là-aussi à travailler dans l'ombre les questions de l’animateur. Lors de son deuxième jour à Europe 1, Noël dit à Fogiel que « ça ne va pas être possible », pensant qu'il ne pourra pas suivre le rythme de la matinale.
Pour sa première année, il a l'occasion de faire ses débuts à l'antenne, présentant une chronique occasionnelle baptisée « La Chronique à Vingt euros » où il présente, sur un « ton léger », les sorties culturelles. Fogiel le pousse à faire de la radio et à utiliser son humour. Les deux créent la chronique intitulée « Le Temps de cerveau disponible » (comme l'expression de Patrick Le Lay), qui est mise en place lors de la saison 2009-2010. Durant trois minutes, Noël y présente les programmes télévisés d'une manière décalée, critiquant ou encensant certaines émissions. Au sein de cette chronique, il incorpore des extraits sonores de films ou encore des citations de personnages publics, ainsi que des différents présentateurs de la matinale d'Europe 1 ou d'autres émissions. Cette chronique dure deux ans, même après le départ de Marc-Olivier Fogiel, remplacé par Guillaume Cahour.
Le 1er avril 2010, la station de radio décide de mélanger les animateurs, et Noël se retrouve comme chroniqueur et intervenant dans l'émission Europe 1 Foot aux côtés de ses collègues de la matinale, Guy Carlier et Stéphane Blakowski, avec Astrid Bard,.

#### France 5 (2010-2017)
À la rentrée 2010, Matthieu Noël rejoint l'équipe de l'émission C à vous présentée par  Alessandra Sublet sur la chaîne France 5, qui entre alors dans sa deuxième saison et qui rallonge son format : il intervient dans la première partie pour y livrer une chronique humoristique sous forme de debriefing, légèrement remanié, de l'émission précédente.
En 2012, il tient sur France 2 une chronique hebdomadaire dans l'émission de Bruce Toussaint, Vous trouvez ça normal ?!. Cette émission s'arrête cependant au bout de quatre mois, faute d'audience.
Sur la radio Europe 1, il rejoint en 2011 l'équipe de chroniqueurs de l'émission Faites entrer l'invité, présentée par Michel Drucker, et participe aux deux saisons de l'émission. Pour la rentrée 2013, il est déplacé vers l'émission Europe Soir de Nicolas Poincaré, où il intervient en fin d'émission.
À la rentrée 2014, il retrouve Alessandra Sublet (qui a quitté C à vous un an plus tôt) : l'animatrice reforme sa bande de l'émission de France 5 pour une hebdomadaire radio, le Petit Dimanche Entre Amis, le dimanche de 11 h à 12 h 30. Le programme n'est pas reconduit pour la rentrée 2015. Noël intègre alors l'émission d'information et politique Europe Midi, présentée par Jean-Michel Aphatie et Maxime Switek.
À la rentrée 2016, Europe 1 confie à Alessandra Sublet la tranche de 15 h 30-17 h. Celle-ci reforme donc sa bande, et notamment avec Matthieu Noël.

#### Europe 1 (2017-2022)
À la rentrée 2017, Matthieu Noël quitte l'émission C à Vous sur France 5 pour se concentrer sur son parcours à la radio sur la station Europe 1. En effet, en plus de son habituelle chronique matinale, il se voit confier la tranche de 12 h-12 h 30 intitulée Rien ne s'oppose à midi, précédemment occupée par Anne Roumanoff, une émission de décryptage d'un fait d'actualité entouré de chroniqueurs et d'invités.
À partir du lundi 27 août 2018, il reprend une casquette de journaliste en présentant la pré-matinale de la station (5 h-7 h), nommée Debout les Copains. Il quitte la présentation de la pré-matinale en fin de saison.
En août 2018, il est annoncé qu'il rejoint l'équipe de l'émission Quotidien sur TMC à la rentrée. Cependant, après seulement une chronique dans l'émission, il décide de renoncer.
À la rentrée 2019, il occupe les cases 16 h-18 h dans la grille des programmes d'Europe 1 où il présente l'émission L'Équipée sauvage puis, en septembre 2020, coanime avec Stéphane Bern l'émission Historiquement vôtre, un programme « où on raconte l'histoire sans se la raconter ». En parallèle, à partir de septembre 2021, il officie chaque jour à 7 h 45 dans la matinale de Dimitri Pavlenko avec un billet d'humeur nommé « Ça se plaide ! », dans le rôle d'un avocat du diable et des causes perdues.

#### France Inter (depuis 2022)
En juin 2022, Matthieu Noël rejoint la station France Inter. À partir de la rentrée, il y présente une chronique humoristique dans la matinale (Le Sept neuf), ainsi que l'émission Zoom Zoom Zen, diffusée du lundi au samedi entre 16 h et 17 h (horaires des deux premières saisons),.
Zoom Zoom Zen a pour but chaque jour de « zoomer sur un mot nouveau pour vraiment le comprendre », mêlant angles journalistiques et humoristiques,,. Elle remplace l'émission précédente Popopop, animée par Antoine de Caunes, et permet des progrès d'audience dans cette case horaire dès sa première saison, en 2022-2023.
À la rentrée de septembre 2024, l’émission Zoom Zoom Zen gagne une heure d'antenne, remplaçant l'émission Jusqu’ici tout va bien (animée par Marie Misset, Marine Baousson et Maïa Mazaurette), pour être diffusée de 16 h à 18 h, l'émission traitant à partir de cette date deux sujets différents chaque jour.
Au cours de l'émission, un invité expert intervient sur le sujet du jour, ponctué de séquences animées par divers chroniqueurs (Quentin Lhui et son micro-trottoir « Complètement à la rue » ; Manon Mariani et sa « Veille sanitaire » des réseaux sociaux ; les chroniques de Cyril Lacarrière, « rédacteur-en-chef » selon Matthieu Noël) et d'humoristes qui font un billet plus ou moins en rapport avec le sujet du jour (notamment l'humoriste Benjamin Tranié avec ses personnages et sujets délirants, Tania Dutel ou Yann Marguet, entre autres).

### Citations et chroniques
1. ↑  « Je suis né le 13 novembre 82 à Genève » Intégralité de la chronique Chez Michouille, publiée par Europe 1 sur YouTube, 4 avril 2012. Consulté le 26 mai 2014.
2. ↑  « Faites comme si de rien n'était Michel [Drucker], comme si ce mardi 13 novembre était une date anodine […] Qu'est-ce qui se passe aujourd'hui en ce 13 novembre ? Une personne que vous connaissez bien est à l'honneur. Qui est-ce ? […] Bon sang, c'est pas compliqué d'ouvrir son [compte] Facebook et de constater qu'aujourd'hui, c'est mon anniversaire bon dieu ! J'ai trente ans ! » Intégralité de la chronique Pose cette flûte Madénian, publiée par Europe 1, 13 novembre 2012. Consulté le 26 mai 2014.